# Michael Hartnett

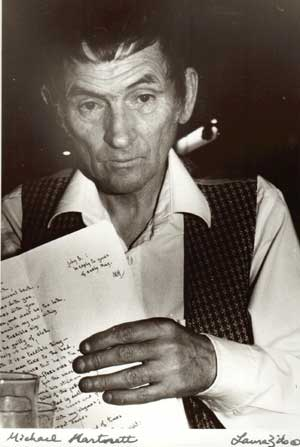
Michael Hartnett

Michael Hartnett (* 18. September 1941 in Croom, County Limerick; † 13. Oktober 1999) war ein irischer Dichter. Seine erste Gedichtsammlung, Anatomy of a Cliché, wurde 1968 veröffentlicht. Hartnett starb 1999 an Zirrhose.

## Werk
- Anatomy of a Cliché  (1968)
- Old Hag of Beare (1969)
- Selected Poems (1970)
- Tao (1972)
- Gypsy Ballads, a version of the Romancero Gitano of Federico Garcia Lorca (1973)
- Farewell to English (1975)
- Adharca Broic (1978)
- An Phurgóid (1983)
- Do Nuala: Foighne Chrainn (1984)
- Inchicore Haiku (1985)
- A Necklace of Wrens (1987)
- Poems to Younger Women (1989)
- The Killing of Dreams (1992)
- Ó Bruadair, Selected Poems of Dáibhí Ó Bruadair (1999)
- Ó Rathaille, The Poems of Aodhaghán Ó Rathaille (1999)
- Collected Poems (1984) und (1987)
- New and Selected Poems (1995)
- Collected Poems (2001) – postum –